# Batracomorphus cheesmanae
Batracomorphus cheesmanae är en insektsart som beskrevs av Knight 1983. Batracomorphus cheesmanae ingår i släktet Batracomorphus och familjen dvärgstritar. Inga underarter finns listade i Catalogue of Life.